# 石鍋裕
石鍋 裕（いしなべ ゆたか、1948年2月7日 - ）は、神奈川県横浜市出身のフランス料理シェフ。

## 概要
石鍋はフジテレビの料理番組『料理の鉄人』に初代フレンチの鉄人として出演していたことで知られる。番組では緑のコスチュームを着用し、パプリカを手に登場。食材への創造的なアプローチにより、石鍋は番組中で「フランス料理界のヴィスコンティ」のニックネームで呼ばれた。
石鍋が『料理の鉄人』に出演したのは1993年10月の番組開始から同年12月末までの3ヶ月間だけで、鉄人としての実戦はわずかに5回で対戦成績は4勝1敗だった。これは、オーナーシェフとして多忙を極めていた石鍋には『料理の鉄人』への出演は負担が大きく、元々番組への出演を渋っていたが、番組スタッフ側の「3か月だけでもいいから出てほしい」という説得に応えての出演であった。番組降板後は「名誉鉄人」となり、1995年に2度、そして1998年に放送された「鹿賀主催試食2000皿対決」に後任の坂井宏行とともに出演し、鉄人時代を含めた通算成績は7勝1敗となった。
現在、レストランチェーン「クイーン・アリス」を経営している。

## 出演
- フジテレビ「料理の鉄人」（番組出演）
- 大塚食品「あ!あれたべよ（カレー）」（CM出演、1998年）
- 『レミーのおいしいレストラン』（衛生検査官ルサール役の日本語版吹き替え及び料理翻訳監修、2007年）